# Lista över fornlämningar i Hedemora kommun
Lista över fornlämningar i Hedemora kommun är en förteckning av ett urval av de fornlämningar som finns i Hedemora kommun.

## Garpenberg
| Namn                        | Lämningstyp             | Tillkomsttid | Historisk indelning | Plats | Läge                 | ID-nr          | Bild                                      |
| --------------------------- | ----------------------- | ------------ | ------------------- | ----- | -------------------- | -------------- | ----------------------------------------- |
| Skitjärn (Garpenberg 184:1) | Lägenhetsbebyggelse     |              | Garpenberg, Dalarna |       | 60.277273, 16.186099 | 10235101840001 | Ladda upp en till bild av detta fornminne |
| Stålbo (Garpenberg 220:1)   | Lägenhetsbebyggelse     |              | Garpenberg, Dalarna |       | 60.294204, 16.145701 | 10235102200001 | Ladda upp en till bild av detta fornminne |
| Garpenberg 372              | Lägenhetsbebyggelse     |              | Garpenberg, Dalarna |       | 60.288035, 16.315103 | 12000000028869 | Ladda upp en till bild av detta fornminne |
| Garpenberg 400              | Lägenhetsbebyggelse     |              | Garpenberg, Dalarna |       | 60.297564, 16.149263 | 12000000077616 | Ladda upp en bild av detta fornminne      |
| Garpenberg 459              | Husgrund, historisk tid |              | Garpenberg, Dalarna |       | 60.324648, 16.224987 | 12000000077980 | Ladda upp en bild av detta fornminne      |

## Hedemora
| Namn                               | Lämningstyp                      | Tillkomsttid | Historisk indelning | Plats | Läge                 | ID-nr          | Bild                                      |
| ---------------------------------- | -------------------------------- | ------------ | ------------------- | ----- | -------------------- | -------------- | ----------------------------------------- |
| Hedemora 4:1                       | Stensättning                     |              | Hedemora, Dalarna   |       | 60.223267, 16.032335 | 10235500040001 | Ladda upp en bild av detta fornminne      |
| Hedemora 4:2                       | Stensättning                     |              | Hedemora, Dalarna   |       | 60.223166, 16.032716 | 10235500040002 | Ladda upp en bild av detta fornminne      |
| Hedemora 4:3                       | Stensättning                     |              | Hedemora, Dalarna   |       | 60.223104, 16.032824 | 10235500040003 | Ladda upp en bild av detta fornminne      |
| Hedemora 4:4                       | Stensättning                     |              | Hedemora, Dalarna   |       | 60.223066, 16.032946 | 10235500040004 | Ladda upp en bild av detta fornminne      |
| Grådö skans (Hedemora 6:1)         | Borg                             |              | Hedemora, Dalarna   |       | 60.238384, 16.029019 | 10235500060001 | Ladda upp en till bild av detta fornminne |
| Hedemora 10:1                      | Stensättning                     |              | Hedemora, Dalarna   |       | 60.295095, 16.050356 | 10235500100001 | Ladda upp en bild av detta fornminne      |
| Hedemora 10:2                      | Stensättning                     |              | Hedemora, Dalarna   |       | 60.294941, 16.050316 | 10235500100002 | Ladda upp en bild av detta fornminne      |
| Hedemora 10:3                      | Stensättning                     |              | Hedemora, Dalarna   |       | 60.295327, 16.050281 | 10235500100003 | Ladda upp en bild av detta fornminne      |
| Hedemora 10:4                      | Stensättning                     |              | Hedemora, Dalarna   |       | 60.295463, 16.050304 | 10235500100004 | Ladda upp en bild av detta fornminne      |
| Hedemora 11:1                      | Stensättning                     |              | Hedemora, Dalarna   |       | 60.319577, 16.064617 | 10235500110001 | Ladda upp en bild av detta fornminne      |
| Hedemora 11:2                      | Stensättning                     |              | Hedemora, Dalarna   |       | 60.319500, 16.064697 | 10235500110002 | Ladda upp en bild av detta fornminne      |
| Hedemora 11:3                      | Stensättning                     |              | Hedemora, Dalarna   |       | 60.319419, 16.064645 | 10235500110003 | Ladda upp en bild av detta fornminne      |
| Hedemora 30:1                      | Runristning                      |              | Hedemora, Dalarna   |       | 60.277515, 15.991784 | 10235500300001 | Ladda upp en bild av detta fornminne      |
| Hedemora 43:1                      | Stensättning                     |              | Hedemora, Dalarna   |       | 60.302594, 16.037885 | 10235500430001 | Ladda upp en bild av detta fornminne      |
| Hedemora 44:1                      | Stensättning                     |              | Hedemora, Dalarna   |       | 60.301979, 16.037701 | 10235500440001 | Ladda upp en bild av detta fornminne      |
| Hedemora 51:1                      | Stensättning                     |              | Hedemora, Dalarna   |       | 60.301407, 15.967366 | 10235500510001 | Ladda upp en till bild av detta fornminne |
| Hedemora 52:1                      | Stensättning                     |              | Hedemora, Dalarna   |       | 60.301781, 15.966705 | 10235500520001 | Ladda upp en till bild av detta fornminne |
| Hedemora 56:1                      | Hög                              |              | Hedemora, Dalarna   |       | 60.319975, 15.939360 | 10235500560001 | Ladda upp en till bild av detta fornminne |
| Hedemora 63:1                      | Hög                              |              | Hedemora, Dalarna   |       | 60.319032, 15.908904 | 10235500630001 | Ladda upp en till bild av detta fornminne |
| Hedemora 63:2                      | Hög                              |              | Hedemora, Dalarna   |       | 60.318922, 15.908792 | 10235500630002 | Ladda upp en till bild av detta fornminne |
| Hedemora 63:3                      | Hög                              |              | Hedemora, Dalarna   |       | 60.318935, 15.908980 | 10235500630003 | Ladda upp en till bild av detta fornminne |
| Kapellbäcken (Hedemora 65:1)       | Gravfält                         |              | Hedemora, Dalarna   |       | 60.322062, 15.900532 | 10235500650001 | Ladda upp en till bild av detta fornminne |
| Hedemora 67:1                      | Hög                              |              | Hedemora, Dalarna   |       | 60.321528, 15.900387 | 10235500670001 | Ladda upp en till bild av detta fornminne |
| Hedemora 67:2                      | Hög                              |              | Hedemora, Dalarna   |       | 60.321424, 15.900423 | 10235500670002 | Ladda upp en till bild av detta fornminne |
| Hedemora 67:3                      | Hög                              |              | Hedemora, Dalarna   |       | 60.321452, 15.900253 | 10235500670003 | Ladda upp en till bild av detta fornminne |
| Hedemora 69:1                      | Grav- och boplatsområde          |              | Hedemora, Dalarna   |       | 60.323376, 15.906608 | 10235500690001 | Ladda upp en bild av detta fornminne      |
| Hedemora 71:1                      | Hög                              |              | Hedemora, Dalarna   |       | 60.307343, 15.896302 | 10235500710001 | Ladda upp en bild av detta fornminne      |
| Hedemora 101:1                     | Röse                             |              | Hedemora, Dalarna   |       | 60.330075, 16.047399 | 10235501010001 | Ladda upp en bild av detta fornminne      |
| Hedemora 101:2                     | Stensättning                     |              | Hedemora, Dalarna   |       | 60.330047, 16.047725 | 10235501010002 | Ladda upp en bild av detta fornminne      |
| Hedemora 102:1                     | Gravfält                         |              | Hedemora, Dalarna   |       | 60.340968, 16.032687 | 10235501020001 | Ladda upp en till bild av detta fornminne |
| Borgaholm (Hedemora 106:1)         | Borg                             |              | Hedemora, Dalarna   |       | 60.253749, 16.030446 | 10235501060001 | Ladda upp en till bild av detta fornminne |
| Hedemora 112:1                     | Hög                              |              | Hedemora, Dalarna   |       | 60.310770, 15.843149 | 10235501120001 | Ladda upp en till bild av detta fornminne |
| Skrivarhällarna (Hedemora 122:1)   | Ristning, medeltid/historisk tid |              | Hedemora, Dalarna   |       | 60.265042, 15.776891 | 10235501220001 | Ladda upp en till bild av detta fornminne |
| Hedemora 123:1                     | Hällristning                     |              | Hedemora, Dalarna   |       | 60.281333, 15.871205 | 10235501230001 | Ladda upp en bild av detta fornminne      |
| Hedemora 126:1                     | Begravningsplats                 |              | Hedemora, Dalarna   |       | 60.219147, 15.776521 | 10235501260001 | Ladda upp en till bild av detta fornminne |
| Birns fäbodar (Hedemora 150:1)     | Fäbod                            |              | Hedemora, Dalarna   |       | 60.209297, 15.700091 | 10235501500001 | Ladda upp en bild av detta fornminne      |
| Hedemora 322:1                     | Stensättning                     |              | Hedemora, Dalarna   |       | 60.250412, 15.968659 | 10235503220001 | Ladda upp en bild av detta fornminne      |
| Hedemora 323:1                     | Stensättning                     |              | Hedemora, Dalarna   |       | 60.251088, 15.966711 | 10235503230001 | Ladda upp en till bild av detta fornminne |
| Hedemora 323:2                     | Stensättning                     |              | Hedemora, Dalarna   |       | 60.251167, 15.966640 | 10235503230002 | Ladda upp en till bild av detta fornminne |
| Hedemora 323:3                     | Stensättning                     |              | Hedemora, Dalarna   |       | 60.251268, 15.966601 | 10235503230003 | Ladda upp en till bild av detta fornminne |
| Enkullen (Hedemora 332:1)          | Gravfält                         |              | Hedemora, Dalarna   |       | 60.239590, 15.993793 | 10235503320001 | Ladda upp en till bild av detta fornminne |
| Hedemora 397:1                     | Gravfält                         |              | Hedemora, Dalarna   |       | 60.343958, 15.999080 | 10235503970001 | Ladda upp en bild av detta fornminne      |
| Skånfäbodarne (Hedemora 493:1)     | Fäbod                            |              | Hedemora, Dalarna   |       | 60.271363, 15.775365 | 10235504930001 | Ladda upp en bild av detta fornminne      |
| Skommarbo fäbodar (Hedemora 495:1) | Fäbod                            |              | Hedemora, Dalarna   |       | 60.268106, 15.783627 | 10235504950001 | Ladda upp en bild av detta fornminne      |
| Norrhytte fäbod (Hedemora 496:1)   | Fäbod                            |              | Hedemora, Dalarna   |       | 60.265559, 15.790207 | 10235504960001 | Ladda upp en bild av detta fornminne      |
| Hörngårds fäbodar (Hedemora 530:1) | Fäbod                            |              | Hedemora, Dalarna   |       | 60.195842, 15.788634 | 10235505300001 | Ladda upp en till bild av detta fornminne |
| Krogmor (Hedemora 550)             | Lägenhetsbebyggelse              |              | Hedemora, Dalarna   |       | 60.211061, 15.762986 | 12000000067974 | Ladda upp en bild av detta fornminne      |

## Husby
| Namn                                    | Lämningstyp             | Tillkomsttid | Historisk indelning | Plats | Läge                 | ID-nr          | Bild                                      |
| --------------------------------------- | ----------------------- | ------------ | ------------------- | ----- | -------------------- | -------------- | ----------------------------------------- |
| Husby 3:1                               | Stensättning            |              | Husby, Dalarna      |       | 60.366156, 16.034345 | 10235600030001 | Ladda upp en bild av detta fornminne      |
| Husby 3:2                               | Stensättning            |              | Husby, Dalarna      |       | 60.366432, 16.034419 | 10235600030002 | Ladda upp en bild av detta fornminne      |
| Husby 4:1                               | Hög                     |              | Husby, Dalarna      |       | 60.366659, 16.036381 | 10235600040001 | Ladda upp en bild av detta fornminne      |
| Husby 5:1                               | Stensättning            |              | Husby, Dalarna      |       | 60.344350, 16.031210 | 10235600050001 | Ladda upp en bild av detta fornminne      |
| Amundshögen (Husby 13:1)                | Hög                     |              | Husby, Dalarna      |       | 60.407649, 15.970375 | 10235600130001 | Ladda upp en till bild av detta fornminne |
| Gudsberga klosterruin (Husby 50:1)      | Kloster                 |              | Husby, Dalarna      |       | 60.372245, 16.162298 | 10235600500001 | Ladda upp en till bild av detta fornminne |
| Husby 55:1                              | Stensättning            |              | Husby, Dalarna      |       | 60.341770, 16.058099 | 10235600550001 | Ladda upp en bild av detta fornminne      |
| Husby 59:2                              | Hög                     |              | Husby, Dalarna      |       | 60.441567, 16.132895 | 10235600590002 | Ladda upp en bild av detta fornminne      |
| Husby 76:1                              | Röse                    |              | Husby, Dalarna      |       | 60.417939, 15.967201 | 10235600760001 | Ladda upp en bild av detta fornminne      |
| Husby 76:2                              | Stensättning            |              | Husby, Dalarna      |       | 60.418035, 15.966731 | 10235600760002 | Ladda upp en bild av detta fornminne      |
| Husby 82:1                              | Hög                     |              | Husby, Dalarna      |       | 60.453672, 16.065243 | 10235600820001 | Ladda upp en bild av detta fornminne      |
| Starknäs udde (Husby 84:1)              | Röse                    |              | Husby, Dalarna      |       | 60.434259, 16.002624 | 10235600840001 | Ladda upp en bild av detta fornminne      |
| Husby 123:1                             | Begravningsplats        |              | Husby, Dalarna      |       | 60.435087, 16.213708 | 10235601230001 | Ladda upp en till bild av detta fornminne |
| Husby 155:1                             | Hög                     |              | Husby, Dalarna      |       | 60.426777, 15.947380 | 10235601550001 | Ladda upp en bild av detta fornminne      |
| Husby 155:2                             | Stensättning            |              | Husby, Dalarna      |       | 60.426643, 15.947128 | 10235601550002 | Ladda upp en bild av detta fornminne      |
| Husby 179:1                             | Stensättning            |              | Husby, Dalarna      |       | 60.379367, 15.935854 | 10235601790001 | Ladda upp en bild av detta fornminne      |
| Backgården (Husby 186:1)                | Husgrund, historisk tid |              | Husby, Dalarna      |       | 60.413253, 15.957489 | 10235601860001 | Ladda upp en bild av detta fornminne      |
| Jonas o Hinders fäbodar (Husby 204:1)   | Fäbod                   |              | Husby, Dalarna      |       | 60.431204, 16.147913 | 10235602040001 | Ladda upp en bild av detta fornminne      |
| Jonas o Hinders fäbodar (Husby 204:2)   | Fäbod                   |              | Husby, Dalarna      |       | 60.430786, 16.144309 | 10235602040002 | Ladda upp en bild av detta fornminne      |
| Trumbobro fäbodar (Husby 205:1)         | Fäbod                   |              | Husby, Dalarna      |       | 60.430178, 16.134780 | 10235602050001 | Ladda upp en bild av detta fornminne      |
| Trumbobro fäbodar (Husby 205:2)         | Fäbod                   |              | Husby, Dalarna      |       | 60.428383, 16.138773 | 10235602050002 | Ladda upp en bild av detta fornminne      |
| Husby 236:1                             | Stensättning            |              | Husby, Dalarna      |       | 60.372860, 16.034322 | 10235602360001 | Ladda upp en bild av detta fornminne      |
| Husby 236:2                             | Stensättning            |              | Husby, Dalarna      |       | 60.372766, 16.034427 | 10235602360002 | Ladda upp en bild av detta fornminne      |
| Märrviks fäbodar, del av (Husby 239:1)  | Fäbod                   |              | Husby, Dalarna      |       | 60.464887, 16.236219 | 10235602390001 | Ladda upp en bild av detta fornminne      |
| Skällingsbo (Husby 241:1)               | Fäbod                   |              | Husby, Dalarna      |       | 60.479674, 16.244981 | 10235602410001 | Ladda upp en bild av detta fornminne      |
| Långbo fäbodar (Husby 242:1)            | Fäbod                   |              | Husby, Dalarna      |       | 60.497973, 15.983197 | 10235602420001 | Ladda upp en bild av detta fornminne      |
| Fagerås fäbodar (Husby 243:1)           | Fäbod                   |              | Husby, Dalarna      |       | 60.507194, 15.992144 | 10235602430001 | Ladda upp en bild av detta fornminne      |
| Norbo fäbodar (Husby 246:1)             | Fäbod                   |              | Husby, Dalarna      |       | 60.525292, 16.028458 | 10235602460001 | Ladda upp en bild av detta fornminne      |
| Skuruhälls fäbodar (Husby 264:1)        | Fäbod                   |              | Husby, Dalarna      |       | 60.592724, 16.151110 | 10235602640001 | Ladda upp en bild av detta fornminne      |
| Märrviks fäbodar, del av (Husby 267:1)  | Fäbod                   |              | Husby, Dalarna      |       | 60.462962, 16.239485 | 10235602670001 | Ladda upp en bild av detta fornminne      |
| Elgsjöbergs fäbodar (Husby 274:1)       | Fäbod                   |              | Husby, Dalarna      |       | 60.492504, 15.962890 | 10235602740001 | Ladda upp en bild av detta fornminne      |
| Ekevalls fäbodar/udden (Husby 277:1)    | Fäbod                   |              | Husby, Dalarna      |       | 60.499286, 16.174863 | 10235602770001 | Ladda upp en bild av detta fornminne      |
| Smeds fäbodar (Husby 286:1)             | Fäbod                   |              | Husby, Dalarna      |       | 60.419571, 16.054420 | 10235602860001 | Ladda upp en bild av detta fornminne      |
| Mickel-Pers fäbodar (Husby 304:1)       | Fäbod                   |              | Husby, Dalarna      |       | 60.492622, 16.151543 | 10235603040001 | Ladda upp en bild av detta fornminne      |
| Skålbo fäbodar (Husby 310:1)            | Fäbod                   |              | Husby, Dalarna      |       | 60.502405, 16.097440 | 10235603100001 | Ladda upp en bild av detta fornminne      |
| Lustrikets fäbod (Husby 312:1)          | Fäbod                   |              | Husby, Dalarna      |       | 60.512041, 16.073836 | 10235603120001 | Ladda upp en bild av detta fornminne      |
| Norviks (Nordviks) fäbod. (Husby 314:1) | Fäbod                   |              | Husby, Dalarna      |       | 60.525257, 16.108409 | 10235603140001 | Ladda upp en bild av detta fornminne      |
| Sandplatsens fäbodar (Husby 315:1)      | Fäbod                   |              | Husby, Dalarna      |       | 60.543994, 16.093621 | 10235603150001 | Ladda upp en bild av detta fornminne      |
| Mossbo fäbodar, del av (Husby 316:1)    | Fäbod                   |              | Husby, Dalarna      |       | 60.534425, 16.085806 | 10235603160001 | Ladda upp en bild av detta fornminne      |
| Mossbo fäbodar, del av (Husby 317:1)    | Fäbod                   |              | Husby, Dalarna      |       | 60.533156, 16.082669 | 10235603170001 | Ladda upp en bild av detta fornminne      |
| Nyfäbodarna, Nobovallen (Husby 322:1)   | Fäbod                   |              | Husby, Dalarna      |       | 60.582733, 16.158608 | 10235603220001 | Ladda upp en bild av detta fornminne      |
| Staktjärns fäbodar (Husby 325:1)        | Fäbod                   |              | Husby, Dalarna      |       | 60.574200, 16.114380 | 10235603250001 | Ladda upp en bild av detta fornminne      |
| Husby 334:1                             | Röse                    |              | Husby, Dalarna      |       | 60.362445, 16.032974 | 10235603340001 | Ladda upp en bild av detta fornminne      |
| Dammsjöbo fäbodar (Husby 341:1)         | Fäbod                   |              | Husby, Dalarna      |       | 60.493055, 16.045973 | 10235603410001 | Ladda upp en bild av detta fornminne      |
| Vikarby fäbodar (Husby 382:1)           | Fäbod                   |              | Husby, Dalarna      |       | 60.407428, 16.199574 | 10235603820001 | Ladda upp en bild av detta fornminne      |
| Långsjö fäbodar (Husby 383:1)           | Fäbod                   |              | Husby, Dalarna      |       | 60.410239, 16.226738 | 10235603830001 | Ladda upp en bild av detta fornminne      |
| Husby 398:1                             | Kvarn                   |              | Husby, Dalarna      |       | 60.371413, 16.164594 | 10235603980001 | Ladda upp en till bild av detta fornminne |
| Busmarkens fäbodar (Husby 403:1)        | Fäbod                   |              | Husby, Dalarna      |       | 60.542390, 16.065327 | 10235604030001 | Ladda upp en bild av detta fornminne      |
| Jans fäbodar, m. fl. (Husby 413:1)      | Fäbod                   |              | Husby, Dalarna      |       | 60.487386, 16.242448 | 10235604130001 | Ladda upp en bild av detta fornminne      |
| Grabbo fäbodar (Husby 415:1)            | Fäbod                   |              | Husby, Dalarna      |       | 60.490795, 16.243613 | 10235604150001 | Ladda upp en bild av detta fornminne      |
| Lenlövs fäbodar (Husby 419:1)           | Fäbod                   |              | Husby, Dalarna      |       | 60.562270, 16.162306 | 10235604190001 | Ladda upp en bild av detta fornminne      |
| Råbergs fäbodar (Husby 421:1)           | Fäbod                   |              | Husby, Dalarna      |       | 60.572191, 16.084466 | 10235604210001 | Ladda upp en bild av detta fornminne      |
| Örlaxbo fäbodar (Husby 422:1)           | Fäbod                   |              | Husby, Dalarna      |       | 60.557166, 16.120243 | 10235604220001 | Ladda upp en bild av detta fornminne      |
| Flyttje fäbodar (Husby 424:1)           | Fäbod                   |              | Husby, Dalarna      |       | 60.479636, 15.954008 | 10235604240001 | Ladda upp en bild av detta fornminne      |
| Olars fäbodar (Husby 431:1)             | Fäbod                   |              | Husby, Dalarna      |       | 60.502056, 16.116250 | 10235604310001 | Ladda upp en bild av detta fornminne      |
| Carl Pers fäbodar (Husby 432:1)         | Fäbod                   |              | Husby, Dalarna      |       | 60.499220, 16.144471 | 10235604320001 | Ladda upp en bild av detta fornminne      |
| Fullens fäbodar, del av (Husby 433:1)   | Fäbod                   |              | Husby, Dalarna      |       | 60.515493, 16.134664 | 10235604330001 | Ladda upp en bild av detta fornminne      |
| Österbo fäbodar (Husby 436:1)           | Fäbod                   |              | Husby, Dalarna      |       | 60.535604, 16.148800 | 10235604360001 | Ladda upp en bild av detta fornminne      |
| Amshytte fäbodar, del av (Husby 437:1)  | Fäbod                   |              | Husby, Dalarna      |       | 60.537276, 16.147953 | 10235604370001 | Ladda upp en bild av detta fornminne      |
| Amshytte fäbodar, del av (Husby 438:1)  | Fäbod                   |              | Husby, Dalarna      |       | 60.537982, 16.141840 | 10235604380001 | Ladda upp en bild av detta fornminne      |
| Myckelby fäbodar (Husby 445:1)          | Fäbod                   |              | Husby, Dalarna      |       | 60.534569, 16.138822 | 10235604450001 | Ladda upp en bild av detta fornminne      |
| Koberga fäbodar (Husby 446:1)           | Fäbod                   |              | Husby, Dalarna      |       | 60.540685, 16.131832 | 10235604460001 | Ladda upp en bild av detta fornminne      |
| Fullens fäbodar, del av (Husby 448:1)   | Fäbod                   |              | Husby, Dalarna      |       | 60.519720, 16.134119 | 10235604480001 | Ladda upp en bild av detta fornminne      |
| Garpenberg 305:1                        | Röse                    |              | Husby, Dalarna      |       | 60.344049, 16.058008 | 10235103050001 | Ladda upp en bild av detta fornminne      |
| Garpenberg 305:2                        | Röse                    |              | Husby, Dalarna      |       | 60.343980, 16.057600 | 10235103050002 | Ladda upp en bild av detta fornminne      |